# Distrito de Al-Suqeilabiya
El Distrito de Al-Suqeilabiya (en árabe: منطقة السقيلبية‎) es un distrito (mantiqah) de la Gobernación de Hama en Siria. En el censo de 2004 contaba con una población de 240.091 habitantes. La capital del distrito es la ciudad de Al-Suqeilabiya.

## Divisiones
El Distrito de Al-Suqeilabiya se divide en 5 subdistritos o Nāḥiyas (población según el censo de 2004):